# Баклан оклендський
Баклан оклендський (Leucocarbo colensoi) — вид сулоподібних птахів родини бакланових (Phalacrocoracidae).

## Етимологія
Вид названий на честь новозеландського натураліста XIX століття Вільяма Коленсо.

## Поширення
Баклан оклендський поширений лише на Оклендських островах і прилеглих водах Нової Зеландії. Колонії присутні на островах Окленд, Ендербі, Роуз, Юінг і Адамса. Загальна чисельність гніздової популяції оцінюється в менш ніж 1000 пар. Дослідження, проведені в 1988 і 1989 роках знайшли 475 гнізд в 11 колоніях на Ендербі, в одній колонії 62 гнізд на Роуз, і 306 гнізд на Юінг. Дослідження, що були проведені в грудні 2011 року нарахували 1366 активних гнізд на острові Ендербі.

## Опис
Середнього розміру, чорний-білий баклан. Завдовжки до 63 см. Голова, шия, нижня частина спини, крижі, надхвіст чорного кольору з блакитним відтінком. Білу пляму на крилах, видно, коли крила складені. Біле черево. Рожеві ноги. Гола ділянка шкіри на обличчі відсутня.

## Спосіб життя
Гніздиться на землі на виступах і вершинах крутих скель. Гнізда будує з трави, водоростей та гілок. Відкладає 3 блідих синьо-зелених яйця в листопаді-лютому. Інкубаційний період 26-32 днів. Живиться дрібною рибою і морськими безхребетними.